# استریم‌ولیس
استریم‌ولیس (به انگلیسی: Strimvelis) نام تجاری یک داروی ژن درمانی است که برای درمان نقص ایمنی ترکیبی شدید ناشی از کمبود آدنوزین دآمیناز (ADA-SCID) استفاده می‌شود.
استریم‌ولیس اولین داروی ژن درمانی در محیط خارج از بدن است که توسط آژانس دارویی اروپا (EMA) تأیید شده‌است.